# セルジオ・ペルティカローリ
セルジオ・ペルティカローリ（Sergio Perticaroli, 1930年2月16日 - 2019年8月19日）は、イタリアのピアニスト。
ローマの生まれ。地元のサンタ・チェチーリア音楽院で学び、レンツォ・シルヴェストリにピアノを師事。
1950年のジュネーヴ国際音楽コンクールで第2位を獲得し、1952年にフェルッチョ・ブゾーニ国際ピアノ・コンクールで優勝を飾った。A.ハチャトゥリアンのピアノ協奏曲を得意とし、作曲者から最高の解釈者と認められている。
1977年からサンタ・チェチーリア国立アカデミアで教鞭をとり、1987年からはピアノ科の主任教授となった。また、ザルツブルクのモーツァルテウム音楽院でもマスター・クラスを開講している。